# Run DMC
I Run DMC sono stati un gruppo hip hop statunitense. Hanno contribuito alla crescita di popolarità del loro genere, anche grazie alla loro decisione di incidere in studio album completi e curati, superando l'abitudine di molti rapper che consisteva nel lanciare singoli o al massimo brevi raccolte. La grafia del nome è variata più volte nel corso della loro carriera: i primi due album e Back from Hell sono stati pubblicati come Run-D.M.C., le raccolte Together Forever e Greatest Hits come Run-DMC, mentre tutti gli altri album sono firmati Run DMC.
Il gruppo ha inciso 14 album, sia live, sia in studio in un periodo che va dal 1983 al 2002, caratterizzandosi per un suono fortemente innovativo, che trovava la sua forza in beat essenziali ed aggressivi e in una volontà di sperimentazione che portò i tre a saltuari saccheggi in campi non esattamente limitrofi, come quello del metal: questi elementi hanno contribuito a far definire i Run DMC come uno dei primi gruppi hardcore hip hop. Il loro stile, duro e massiccio, influenzò la produzione musicale rap degli anni novanta, e contribuì al successo di gruppi come i Beastie Boys, i Public Enemy e gli N.W.A.
Inizialmente, il gruppo era composto dai due MCs Joseph "Run" Simmons e Darryl "DMC" McDaniels, ai quali si aggiunse in un secondo momento il disc jockey Jam Master Jay, assassinato il 30 ottobre 2002. Tutti i membri provenivano da famiglie benestanti del quartiere di Hollis, nel Queens, a New York.
I Run DMC furono il primo gruppo musicale hip hop a vincere un disco d'oro, un disco di platino e un "multiplatino", oltre a essere i primi rapper ad avere un proprio video musicale trasmesso su MTV, a essere nominati per i Grammy Awards e a comparire sulla copertina di Rolling Stone, la nota e influente rivista musicale statunitense.

## Storia del gruppo

### Le origini
Russell e Joseph Simmons, due fratelli newyorkesi, si avvicinarono molto presto al mondo della musica, non solo in veste di ascoltatori: nel 1977, mentre Joseph decideva di continuare gli studi, Russell intraprese la carriera manageriale. Il suo primo contatto importante fu con il promettente rapper Kurtis Blow, il quale fu successivamente presentato al fratello; l'incontro si rivelò molto positivo, tanto che Joseph divenne il DJ di Kurtis facendosi chiamare Run Love, the Son of Kurtis Blow. Dopo aver conseguito il diploma nel 1982, Joseph si iscrisse al LaGuardia Community College per studiare scienze mortuarie. Mentre guardava un cadavere in un'aula, gli vennero in mente delle rime che espose al suo amico d'infanzia Darryl McDaniels, matricola alla St. John's University. McDaniels lo aiutò a perfezionare i versi iniziali e insieme li proposero a Russell Simmons. Il giovane produttore rimase colpito dalla canzone, ma era più propenso a inciderla con il fratello come solista, poiché aveva dei dubbi riguardo alle effettive capacità di McDaniels; alla fine però vinse la perseveranza di Run, che riuscì a registrare il pezzo con il suo amico. Nel frattempo i due avevano conosciuto il giovane DJ Jason Mizell, detto Jazzy Jase, che poi avrebbe cambiato il suo nome d'arte in Jam Master Jay; si definì così la formazione definitiva dei Run DMC, che rimase tale sino al ritiro del gruppo dalle scene.

### Il debutto
Nel 1983 il trio pubblicò il primo singolo, grazie all'etichetta indipendente Profile, dal titolo It's Like That. Il singolo ottenne un successo clamoroso; sul lato B venne incisa Sucker MC's, aggressiva e con rime ben articolate e dirette, considerata dalla maggior parte degli appassionati il primo brano hardcore. Nel complesso It's Like That/Sucker MC's viene considerata come il punto di partenza dell'hip hop di "nuova scuola", un genere che si allontana dal precedente stile festoso della old school. In un continuo crescendo di vendite e ascolti, il singolo raggiunse i primi venti posti della classifica r&b.
Il successivo lavoro dei Run DMC fu Hard Times, accompagnato da Jam Master Jay, traccia celebrativa dedicata all'abilità ai piatti di Mizell, mentre nei primi mesi del 1984 uscì Rock Box, il cui video fu il primo di una canzone hip hop ad essere messo in onda su MTV, che conteneva riff di chitarra ed era accompagnata da un video dalle caratteristiche più vicine al rock che al rap, segno di una tendenza al crossover rock e un primo sintomo di rap rock; nello stesso anno fu pubblicato il primo 33 giri, intitolato semplicemente Run-D.M.C., primo album hip hop a vincere il disco d'oro.
Nel frattempo Russell Simmons fondò l'agenzia Rush Productions and Artist Management e con di Rick Rubin diede vita all'etichetta discografica Def Jam, organizzando le prime serie di concerti rap a livello nazionale ed arruolando, oltre ai Run-DMC, altri MCs piuttosto popolari in quel periodo, come Newcleus, UTFO e Whodini.

### 1985-1986: l'apice del successo
L'album King of Rock, pubblicato nel 1985, consentì ai Run-DMC di diventare i rapper più popolari ed influenti degli Stati Uniti e fu il primo del suo genere musicale a vincere il disco di platino: come suggerisce il titolo stesso dell'album, il gruppo cercò un suono in grado di fondere rap e rock, facendo largo uso di riff di chitarra elettrica e batteria. I singoli estratti dal lavoro furono l'omonimo King of Rock, You Talk Too Much e Can You Rock It Like This. Nello stesso anno, sul versante delle esibizioni live, il trio partecipò al Live Aid del 13 luglio, unici artisti hip hop presenti all'evento, e parteciparono alle riprese del film Krush Groove, nel quale comparvero anche i Fat Boys, i Beastie Boys e Kurtis Blow.

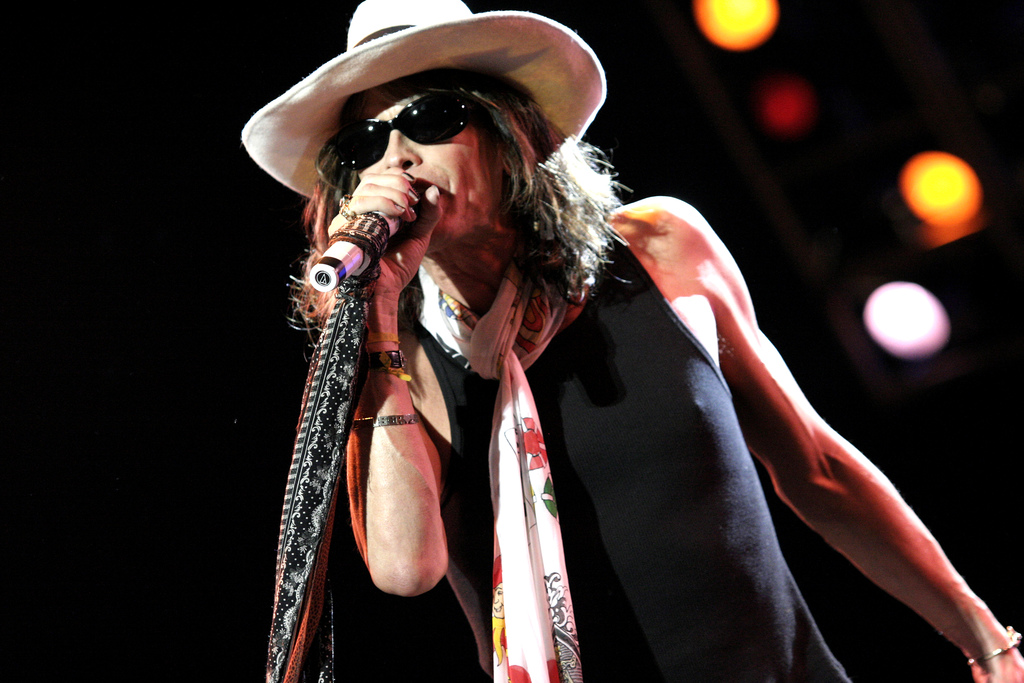
Steven Tyler, cantante degli Aerosmith, gruppo con cui i Run DMC iniziarono una lunga collaborazione.

L'anno successivo uscì Raising Hell, disco che secondo molti esperti ed appassionati del genere diede fine all'era della vecchia scuola e segnò l'inizio di quella che viene definita età dell'oro dell'hip hop: l'album fu anticipato dal singolo di lancio My Adidas, dedicato alla loro marca di calzature preferita, che da quel momento diventerà un accessorio obbligatorio per gli appassionati del genere hip hop. Il singolo salì fino alla decima posizione della R&B chart, stabilendo così un nuovo record per il genere hip hop, ma la massima popolarità arrivò con Walk This Way, cover dell'omonimo pezzo degli Aerosmith: il brano venne inciso con Steven Tyler e Joe Perry, e diventò il primo nella storia della musica a coinvolgere sia b-boys che rockers, tanto da essere definito come il primo successo del genere raprock. Grazie alla fama raggiunta dalla canzone, gli Aerosmith riuscirono a riprendersi da un periodo poco felice della loro carriera e l'album Raising Hell, dopo il lancio di altri due singoli (It's Tricky e You Be Illin'), giunse a vincere tre dischi di platino; a margine degli ottimi dati di vendita, il terzo disco dei Run DMC fu il primo da cui venne tratto un videoclip di genere rap finito in alta frequenza su MTV.
Seguendo il successo di Raising Hell, i Run DMC avviarono un tour che toccò molte località degli Stati Uniti: durante l'esibizione di My Adidas in uno spettacolo al Madison Square Garden, il gruppo chiese al pubblico di alzare al cielo le proprie scarpe. I fan risposero in massa e la Adidas, dopo aver visto la registrazione del concerto, assunse i Run DMC come testimonial. Questo episodio diede vita ad un ulteriore periodo d'oro del gruppo, interrotto però dopo un paio di mesi: in occasione di un altro concerto in California nell'agosto dello stesso anno, avvenne uno scontro tra bande rivali; la polizia intervenne solo quattro ore dopo l'inizio degli scontri, che lasciarono sul campo 42 persone ferite; durante un altro episodio di violenza un uomo uccise un ventunenne con un calcio in testa. La polizia disse che a commettere l'omicidio fu un uomo della sicurezza della band, che però smentì le accuse. Dopo questi fatti drammatici i Run DMC vennero accusati di comporre musica violenta e istigatrice, di conseguenza inadatta al grande pubblico.

### Il declino
L'anno seguente venne dedicato per la maggior parte alla composizione e registrazione di un nuovo album intitolato Tougher Than Leather; il disco fu accompagnato da un omonimo film con i tre artisti nel ruolo di protagonisti; la pellicola fu un fallimento e la massiccia presenza nelle scene del logo della Def Jam, dovuta al coinvolgimento di Russell Simmons nel progetto, irritò i dirigenti della Profile Records; l'album non ricevette il medesimo successo commerciale di Raising Hell e si fermò al "platino" senza dare alla luce singoli di grande rilevanza.
Il periodo negativo non si fermò e nel 1990, con Back from Hell (titolo riferito ai passati problemi di alcool e droga), i ragazzi newyorchesi non raggiunsero il "platino" per la prima volta nella loro carriera. A questa delusione sui dati di vendita, subentrarono anche gravi problemi personali: Simmons fu accusato di aver violentato una donna nella sua stanza d'albergo a Cleveland, nell'Ohio, e McDaniels iniziò a soffrire di alcolismo. Le controversie però vennero risolte: Joseph uscì pulito dai suoi guai giudiziari e Darryl smise di bere; entrambi gli MCs si fecero battezzare convertendosi al Cristianesimo, e si dissero pronti per il ritorno sulle scene musicali.

### La ripresa
Nel 1993 venne pubblicato Down with the King, al cui interno si trovò una robusta pletora di collaborazioni con artisti come Public Enemy, EPMD, Naughty by Nature, A Tribe Called Quest, Neneh Cherry, Pete Rock e KRS-One; l'omonimo singolo raggiunse la Top Ten R&B e l'album diventò disco d'oro: anche se non paragonabile al debutto, fu comunque un buon successo, che riportò i Run DMC ai "piani alti" della musica hip hop. Nonostante la ripresa dei dati di vendita e della credibilità, il gruppo si prese comunque una pausa: Run nel 1996 diventò un uomo di Chiesa e si unì agli Zoe Ministries, DMC lo imitò iniziando a indossare le vesti da diacono, mentre Jam Master Jay continuò a lavorare nel mondo della musica, producendo i primi due album degli Onyx.
Nel 1997 il disc jockey Jason Nevins pubblicò una versione alternativa della classica It's Like That con sfumature di house music . Il successo fu sorprendente; il singolo alla fine vendette milioni di copie.
Il gruppo sembrò apprezzare il lavoro di Nevins, tanto che l'anno dopo, in un'intervista rilasciata a XXL Magazine, Run commentò:
(Joseph Simmons)
Ma il DJ lasciò pensare che i Run DMC si fossero dimostrati ingrati verso il suo ruolo nella hit, affermando sulla stessa rivista:
(Jason Nevins)
Gli screzi con Jason Nevins furono accompagnati da problemi interni al momento della registrazione di Crown Royal (1999), quando McDaniels si trovò in contrasto con gli altri due membri del trio: Darryl infatti, a causa di problemi alle corde vocali, voleva rendere la musica dei Run DMC più leggera per adattarla ai propri problemi di voce, mentre Simmons preferiva mantenere lo stile aggressivo che li aveva resi famosi. Questi disaccordi lasciarono DMC in disparte durante gran parte delle registrazioni dell'album (lo si può ascoltare solo nelle tracce Crown Royal, Ay Papi e Simmons Incorporated) che uscì con un anno di ritardo (2000) per problemi di diritti d'autore dei probabili ospiti del disco (Method Man, Nas, Ol' Dirty Bastard, Fat Joe, Sugar Ray, Kid Rock ed Everlast). I singoli estratti, oltre a Let's Stay Together, furono Rock Show e It's Over; tre brani che puntavano a diversi tipi di ascoltatori: mentre il primo, con Stephan Jenkins dei Third Eye Blind, era destinato alle stazioni radio rock, It's Over (con Jermaine Dupri) venne inciso su 45 giri e mirava ad una diffusione nelle discoteche. Simmons era talmente ambizioso nelle sue nuove produzioni che si pose l'obbiettivo della vincita del Grammy, ma nonostante le molte collaborazioni con altri artisti, che avrebbero dovuto incrementare il livello qualitativo del risultato finale, Crown Royal si rivelò una delusione sia dal punto di vista critico che da quello commerciale, che lasciò molti dubbi riguardo al futuro del trio.

### L'assassinio di Jay e l'uscita di scena
Nel 2002 i Run DMC ebbero l'onore di lasciare le loro impronte digitali sulla Hollywood Boulevard nella Rock Walk of Fame, come segno della loro influenza sulla storia della musica; nello stesso anno pubblicarono una raccolta, High Profile/The Original Rhymes, con venti tracce tra le più famose e significative di quasi un ventennio di musica, partendo poi in tour con gli Aerosmith e Kid Rock; in un'intervista rilasciata ad MTV, DMC rivelò che sul bus usato dagli artisti, quando non erano impegnati in concerto, venivano scritte canzoni inedite; McDaniels e compagni avevano infatti intenzione di tornare in studio per incidere un nuovo album in occasione del ventesimo anniversario della band.

Il nuovo disco, che poteva rappresentare una possibilità di rilancio dopo il fallimento di Crown Royal, sarebbe stato stilisticamente un salto nel passato, con tracce puramente old school con le quali, sempre secondo McDaniels, i Run DMC avrebbero ripreso l'essenza del ritmo e delle rime; alla pubblicazione dell'album sarebbe seguita una nuova serie di concerti.
I progetti del gruppo furono però bruscamente interrotti da una tragedia: il 30 ottobre 2002, alle 19:30, Jason Mizell rimase ucciso da un colpo di pistola calibro 45 alla testa in uno studio di registrazione nel quartiere di Queens, a New York. Jay morì sul colpo, mentre il venticinquenne Urieco Rincon, che si trovava in sua compagnia al momento della sparatoria, fu ferito alla caviglia; altre cinque persone presenti nello studio rimasero illese. I due uomini che spararono erano entrati fingendosi Pony Express, mentre Mizell e Rincon stavano giocando alla PlayStation 2 durante una pausa. Sul sito della band, che quella sera avrebbe dovuto esibirsi a Washington, vennero poste foto del Dj e scritte a grandi caratteri che recitavano Rest in Peace Jam Master (Riposa in pace, Jam Master); nei giorni seguenti all'accaduto e dopo l'uscita di un'altra raccolta, Greatest Hits, i Run DMC annunciarono il loro prevedibile e definitivo ritiro dalle scene. A lasciare l'ultima dichiarazione fu Joseph "Rev Run" Simmons:
(Joseph Simmons)
Tutto il mondo della musica hip hop si mobilitò per omaggiare JMJ: agli MTV Europe Music Awards di Barcellona P. Diddy si presentò con una maglietta dedicata a lui e spese commosse parole di lutto; durante lo stesso spettacolo, Wyclef Jean gli dedicò la sua esibizione.
In seguito alla morte di Jam Master Jay uscirono altre tre raccolte: The Best of, Ultimate Run DMC, entrambe nel 2003, e Artist Collection nel 2004; nello stesso anno, la rivista musicale Rolling Stone inserì la band alla posizione numero 48 della sua classifica dei 100 più grandi artisti di tutti i tempi.
Nonostante il loro ritiro dalla scena, il gruppo, nel 2009 viene introdotto nella Rock and Roll Hall of Fame.

### Carriere soliste
Dopo lo scioglimento, i due restanti membri del gruppo intrapresero carriere da solista; il primo a pubblicare un album di inediti fu Simmons, sotto lo pseudonimo di Rev Run: Distortion uscì il 18 ottobre 2005, lanciato dal singolo Mind on The Road. Dall'autunno 2005, Run è protagonista con la sua famiglia di Run's House, una reality-sitcom in onda su MTV.
L'atteso album da solista di Darryl McDaniels, intitolato Checks Thugs and Rock N Roll, venne annunciato con il singolo Just Like Me e uscì il 14 marzo 2006.

## Stile ed influenze
(Rick Rubin)

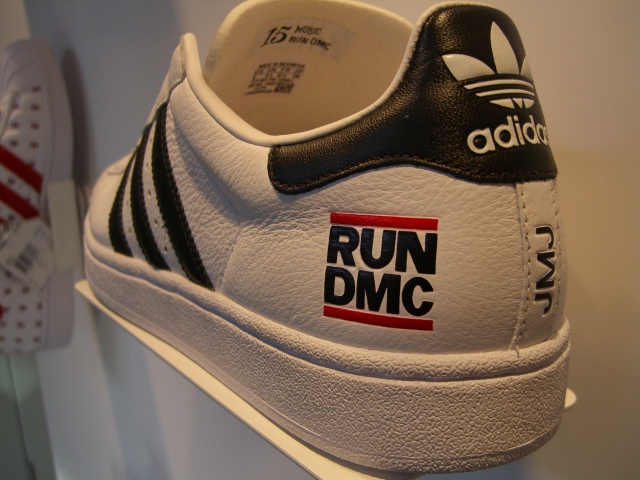
Una scarpa Adidas firmata Run DMC, calzatura divenuta simbolo del gruppo.

Il look dei Run DMC è sempre stato caratterizzato da jeans neri, cappelli homburg, cathomburgena al collo e scarpe da tennis Adidas senza lacci (quest'ultima caratteristica imita l'abitudine di far togliere ai carcerati le stringhe delle scarpe, per evitarne l'uso come arma rudimentale), alle quali il gruppo ha persino dedicato una canzone (My Adidas, contenuta in Raising Hell); grazie ai tre newyorchesi, il marchio Adidas è diventato un simbolo dell'old school hip hop.
Come molti artisti hip hop degli anni ottanta, i Run DMC erano influenzati dai primi esponenti del genere, come Grandmaster Flash & the Furious Five, Afrika Bambaataa, The Sugarhill Gang e Whodini, ma probabilmente ricevettero influenze anche da Kurtis Blow, che aveva lavorato con il giovane Simmons.

McDaniels è cresciuto ascoltando pop, rock e blues, diventando un grande fan di Beatles, Bob Dylan, Jimi Hendrix e Harry Chapin. I gusti di DMC crearono dei contrasti nel gruppo durante le registrazioni di Crown Royal, ma Darryl poté liberamente omaggiare i suoi artisti preferiti nel suo album di debutto da solista, Checks Thugs and Rock N Roll.
Nel 1986 i Run DMC collaborarono col produttore Rick Rubin e gli Aerosmith al rifacimento di un loro vecchio singolo, Walk This Way, proponendo per la prima volta al grande pubblico una commistione di hard rock e rap; questa collaborazione ispirò negli anni successivi i generi ibridi rap rock e rap metal, portati avanti anche da alcuni singoli dei colleghi Beastie Boys e Public Enemy e di altri gruppi rock di quel periodo. Da qui derivò in parte, alla fine degli anni novanta, il nu metal.
Il gruppo del Queens influenzò i numerosi artisti emergenti che iniziarono la loro carriera nella seconda metà degli anni ottanta, in particolare i Beastie Boys: infatti nel loro album di debutto, Licensed to Ill, si può percepire una somiglianza di stile nei beat e nell'alternarsi delle voci degli MCs, ne è un chiaro esempio la traccia Slow and Low che fu scartata dalla lista tracce ufficiale di King of Rock e "adottata" dai giovani Beasties. Inoltre i Run DMC spianarono la strada anche al rap politicizzato dei Public Enemy e Boogie Down Productions e al primo gangsta rap degli N.W.A.
Il soprannome Run TMC del terzetto di giocatori composto da Tim Hardaway, Mitch Richmond e Chris Mullin della franchigia californiana dei Golden State Warriors verso la fine degli anni 80 deve il proprio nome proprio al terzetto qui citato. 

## Formazione
- Joseph "Rev Run" Simmons - rapping (1983-2002)
- Darryl "DMC" McDaniels - rapping (1983-2002)
- Jason "Jam Master Jay" Mizell - campionatore, tastiera, giradischi, basso, percussioni (1983-2002 anno della sua morte)

## Discografia

### Album in studio
- 1984 - Run-D.M.C.
- 1985 - King of Rock
- 1986 - Raising Hell
- 1988 - Tougher Than Leather
- 1990 - Back from Hell
- 1993 - Down with the King
- 2001 - Crown Royal

## Premi e riconoscimenti

### American Music Awards
| Anno | Nomina               | Premio                                        | Risultato   |
| ---- | -------------------- | --------------------------------------------- | ----------- |
| 1987 | Raising Hell         | Favorite Soul/R&B Album                       | Candidato/a |
| 1987 | Walk This Way        | Favorite Soul/R&B Video                       | Candidato/a |
| 1987 | Run DMC              | Favorite Pop/Rock Band/Duo/Group Video Artist | Candidato/a |
| 1987 | Run DMC              | Favorite Soul/R&B Band, Duo, or Group         | Candidato/a |
| 1987 | Run DMC              | Favorite Soul/R&B Band/Duo/Group Video Artist | Candidato/a |
| 1989 | Run DMC              | Favorite Rap/Hip-Hop Artist                   | Candidato/a |
| 1989 | Tougher Than Leather | Favorite Rap/Hip-Hop Album                    | Candidato/a |

### Grammy Award
| Anno | Nomina       | Premio                                             | Risultato   |
| ---- | ------------ | -------------------------------------------------- | ----------- |
| 1987 | Raising Hell | Best R&B Performance by a Duo or Group with Vocals | Candidato/a |

### MTV Video Music Award
| Anno | Nomina        | Premio                              | Risultato   |
| ---- | ------------- | ----------------------------------- | ----------- |
| 1987 | Walk This Way | Best Stage Performance in a Video   | Candidato/a |
| 1987 | Walk This Way | Best Overall Performance in a Video | Candidato/a |